# Арбогаст от Страсбург
Арбогаст от Страсбург (на немски: Arbogast von Straßburg; на ирландски: Arascach; на френски: Arbogast de Strasbourg; на латински: Arbogastus; † ок. 618/658/678, Страсбург) е мисионер във Франкската империя, Светия и епископ на Страсбург през 7 век. Чества се в католическата църква на 21 юли. Той е основател на манастир (Abbatiale Saint-Jean-Baptiste) в Сюрбур в Елзас.

## Произход и управление
Той е роден в Ирландия или Шотландия с името Arascach, според други сведения той е от Южна Франция.
Арбогаст идва ок. 550 г. като мисионер в Елзас и живее в гората на Хагенау. Понеже, според легендата, съживява след ловно произшествие синът на франкския крал Дагоберт II от Австразия (* 652; † 679) от династията Меровинги, Дагоберт го прави епископ на Страсбург.
Като епископ на Страсбург той строи църкви и манастири и се грижи за процъфтяването на града. Арбогаст е смятан за главен основател на християнството в Елзас. Още като жив той е много почитан. По-късно пред портите на Страсбург се построява манастир с неговото име.
Светата легенда разказва, че Арбогаст ходил със сухи крака по една река, лекувал болни, пъдел демони и потушавал конфликти. Към него се молят притив болки в краката, умора и депресия.
Епископ Удо IV фон Страсбург († 965) пише неговата вита „s. Arbogasti, episcopi Argentoratensis“.